# Fort des Salines
Le fort des Salines (en italien : Forte delle Saline) est situé à l'embouchure de la rivière Albegna non loin de la ville d'Albinia dans la commune d'Orbetello en Toscane. Le fort a une structure quadrilatère, qui intègre une tour couverte sur le côté face à la mer.

## Histoire
La tour carrée fut édifiée par les Siennois dans la seconde moitié du XVe siècle à laquelle en 1630, par la volonté de Philippe IV d'Espagne, s'ajoutèrent un fort, des remparts et un fossé, les eaux alimentées par la rivière voisine, avec pont-levis, incorporant ainsi le fort dans le système défensif construit pour l'État des Présides. À l'intérieur se trouvaient les entrepôts et un terrain de parade, assez grand pour contenir une batterie.
Le fort a été placé dans une position stratégique, car de là, les marais salants voisins, le port fluvial, le trafic de la Via Aurelia et les passages sur le tombolo de Giannella pouvaient être contrôlés.
À l'embouchure de l'Albegna, en mars 1645, débarque un corps expéditionnaire franco-piémontais, constitué pour lutter contre les Espagnols pour le contrôle de l'État des Présides. La garnison espagnole stationnée dans le fort, face à l'écrasante force ennemie, abandonne le fort sans coup férir, se réfugiant à Orbetello. C'est aussi de ce fort, qu'en juillet de la même année, les Franco-Piémontais, vaincus dans leurs résolutions, s'embarquèrent pour retourner dans leur patrie.

## Description
Le fort est constitué d'une enceinte quadrilatère constituée d'un mur épais avec un chemin de ronde assez large pour pouvoir accueillir de l'artillerie. Aux quatre angles se trouvent : une tour robuste face à la mer, un petit bastion à l'angle opposé et deux autres bastions dans lesquels se trouve une échauguette circulaire. La partie sous-sol de l'enceinte présente des murs escarpés renforcés aux angles et marqués par une bordure en pierre. La tour, qui fait saillie vers l'extérieur, a une hauteur égale à trois fois celle de l'enceinte et présente, au sommet, une série de petites arcades sur encorbellements.

## Galerie

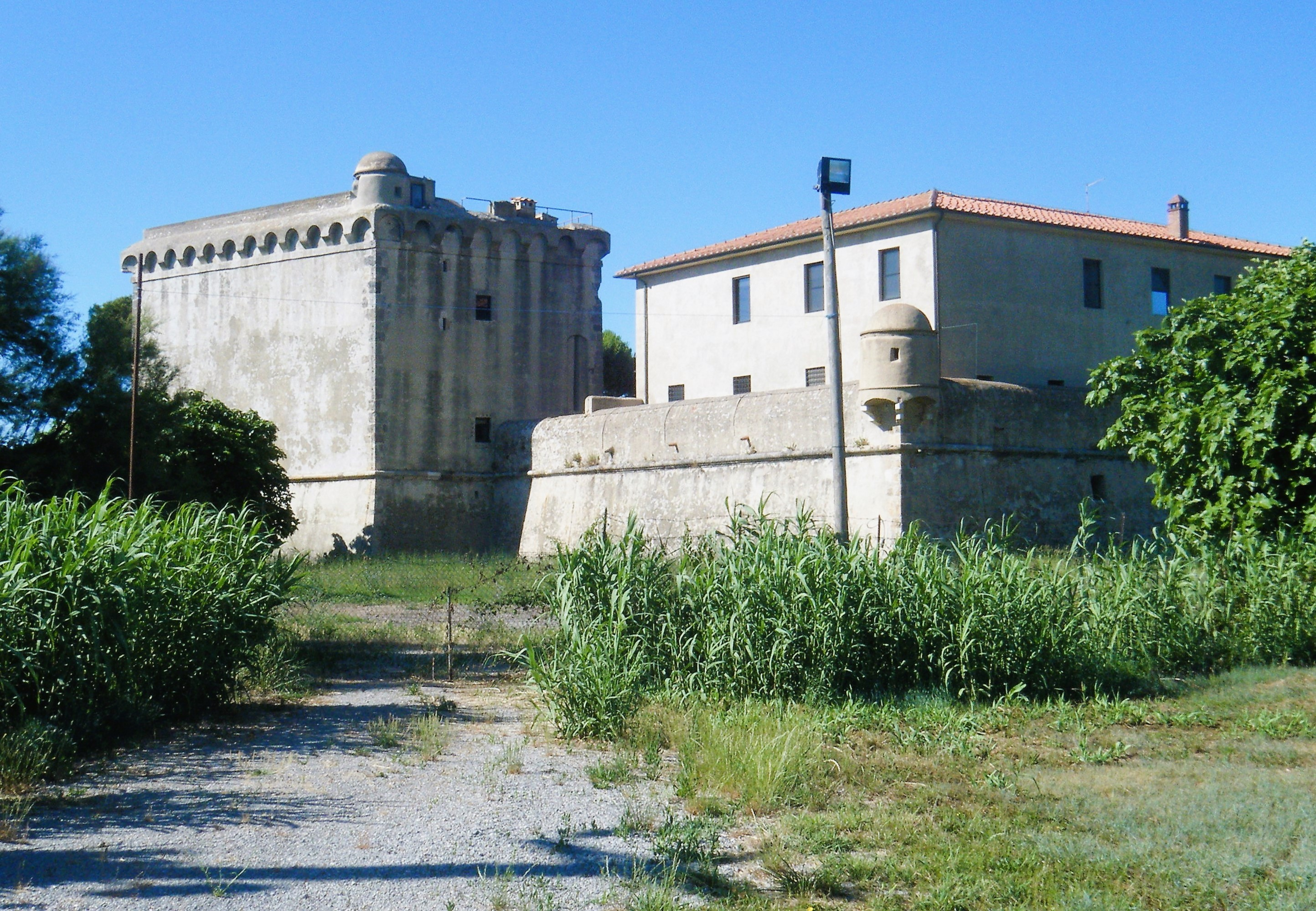
Enceinte du fort.
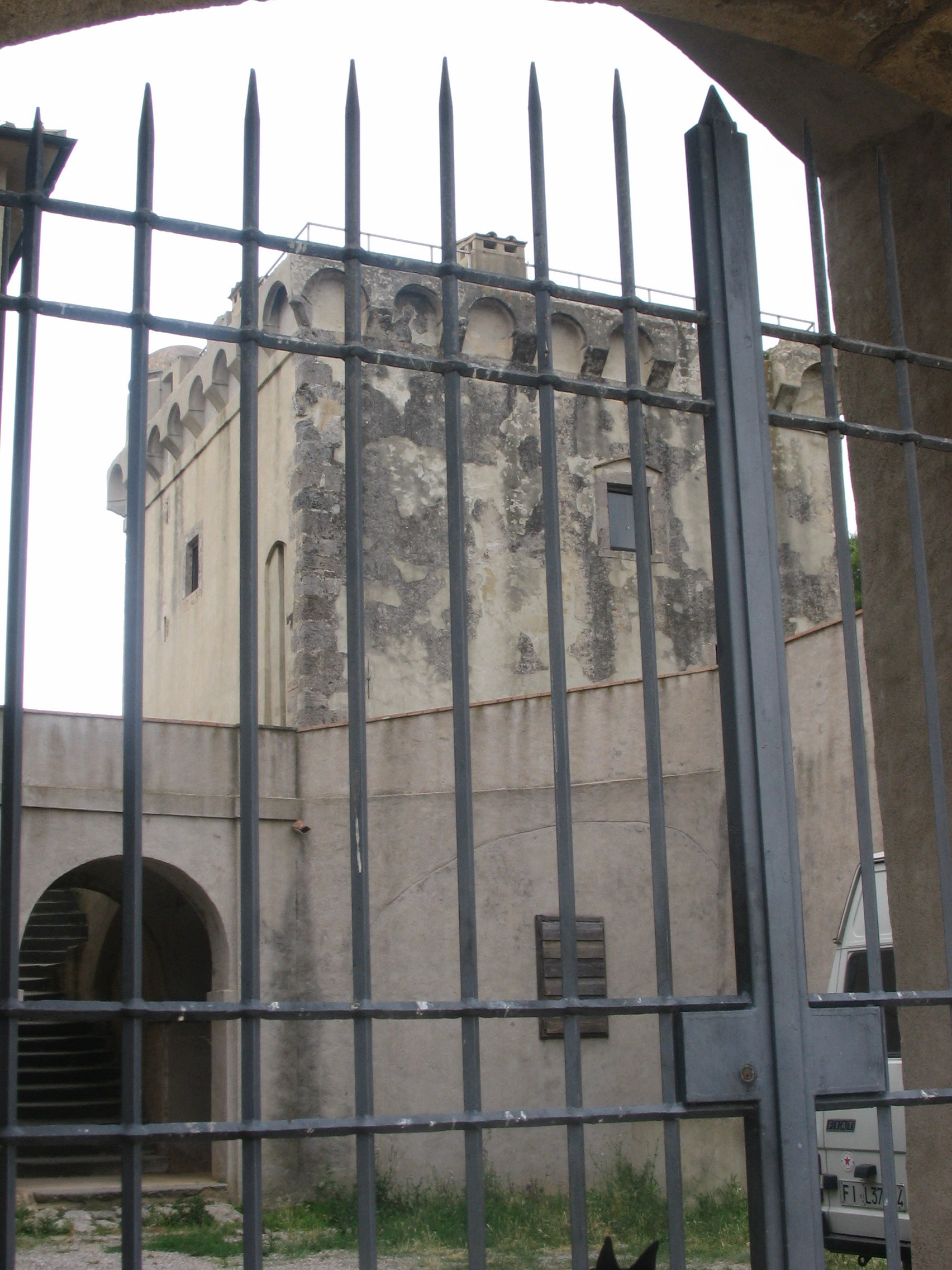
Cour intérieure.
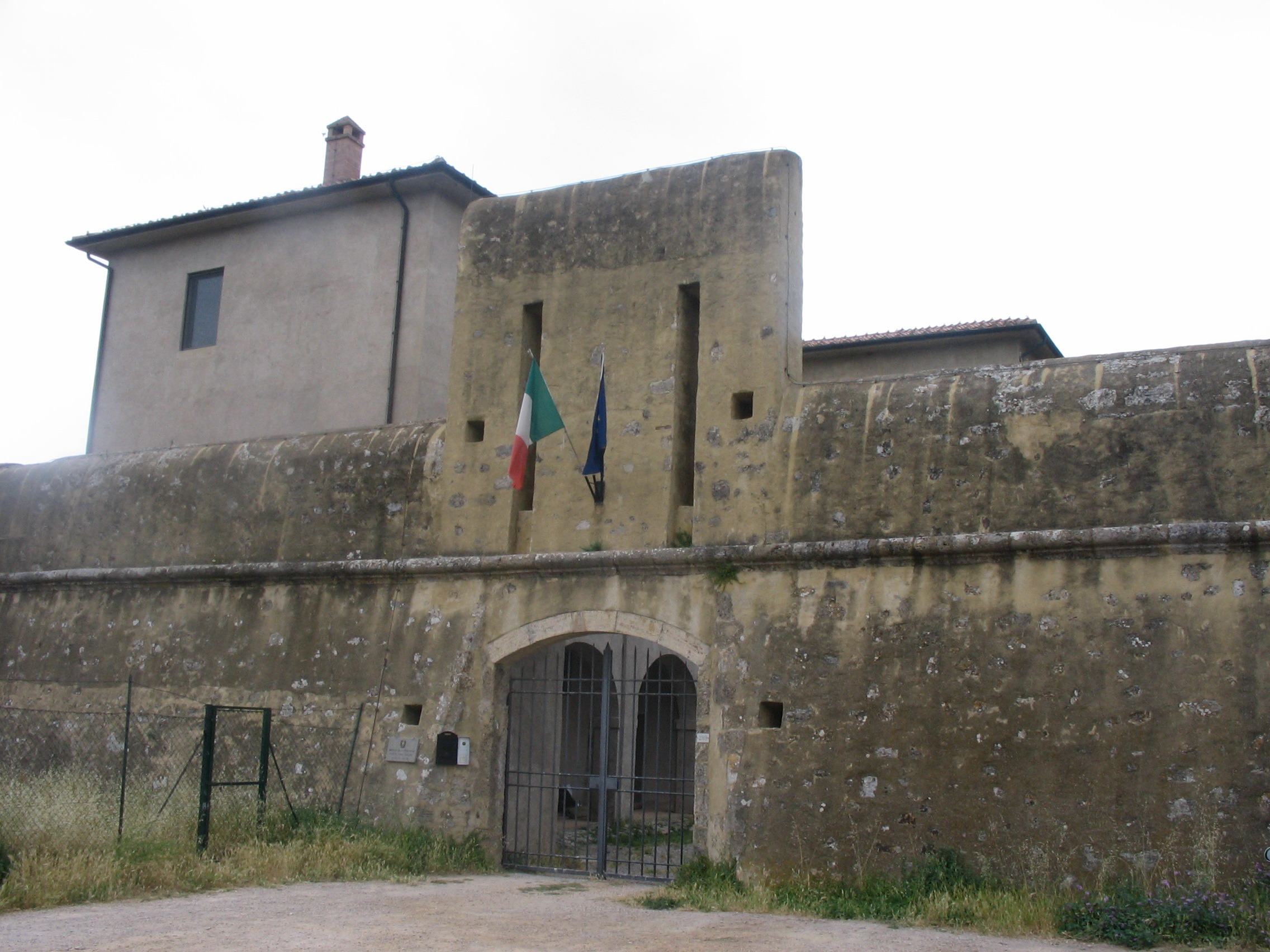
Entrée de l'enceinte.